# Jerzy Klempel
Jerzy Klempel   (Międzylesie, 23 d'abril de 1953 - Breslau, 28 de maig de 2004) fou un jugador d'handbol polonès que va competir entre 1970 i 1991.
A nivells de clubs jugà al Gwardia Opole (1970-1971), Śląsk Wrocław (1971-1982) i Frisch Auf Göppingen (1982-1991). Destaquen els èxits esportius aconseguits amb el Śląsk Wrocław, amb qui guanyà vuit lligues poloneses (1972-1978, 1982), tres copes poloneses (1976, 1981, 1982) i fou finalista de la Copa d'Europa d'handbol el 1978.
Amb la selecció polonesa jugà 224 partits entre 1972 i 1987, amb qui marcà 1.170, cosa el fa ser el màxim golejador històric de la selecció. El 1976 va prendre part en els Jocs Olímpics de Mont-real, on guanyà la medalla de bronze en la competició d'handbol. Quatre anys més tard, als Jocs de Moscou, fou setè en la mateixa competició. El 1982 guanyà la medalla de bronze al Campionat del món d'handbol que es va disputar a la República Federal Alemanya.
Posteriorment, un cop retirat com a jugador, exercí d'entrenador del Śląsk Wrocław entre 1996 i 2003.